# Boke (Delbrück)
Boke ist ein südlicher Stadtteil von Delbrück in Nordrhein-Westfalen, Deutschland und gehört zum Kreis Paderborn. Boke hat 2704 Einwohner.

## Geographie

### Geographische Lage
Boke liegt im Südosten der Westfälischen Bucht an der Lippe. Laut der heute meist benutzten Einteilung im Handbuch der naturräumlichen Gliederung Deutschlands liegt der Ort in der Untereinheit 540.20 Obere Lippetalung, die zu der Teileinheit 540.2 Ostmünsterländer Sande, der Haupteinheit 540 Ostmünsterland und der Haupteinheitengruppe 54 Westfälische Bucht gehört.

### Ortsgebiet
Bei einer Fläche von 16,1 km² hat Boke eine Nord-Süd-Ausdehnung von 4,0 und eine West-Ost-Ausdehnung von 6,5 km.

### Nachbarorte
Der Ort grenzt an die Salzkottener Stadtteile Thüle, Schwelle und Mantinghausen sowie die Delbrücker Stadtteile Hagen, Delbrück und Anreppen. Diese Orte gehören alle zum Kreis Paderborn.

### Ortsgliederung
Boke selbst gliedert sich in Kirchboke, Ringboke und Heitwinkel.

### Geologie
Im Bereich der Lippeniederung entstanden in der Kreidezeit Kalk- und Mergelstein als Sediment in Meeren. In der Eiszeit entstanden dann unter Gletschern und Inlandeis Grundmoränen, die hier über den genannten Gesteinen als Geschiebemergel und Kies erscheinen.
Darüber wurden durch die Lippe zusätzlich Sand und Kies aus der Senne herangeführt und abgelagert. Im Bereich von Flüssen und Bächen kam es auch zu alluvialen Ablagerungen und auch die Moore entstanden im Holozän. Durch den Wind wurde der Sand zu Dünen geformt, die heute weitgehend abgebaut sind. Aus den Sanden entstand Podsol, bei dem eine Ortsteinschicht das Wurzelwachstum behindert. Im Bereich der Lippeaue entstanden durch Ablagerung von Schwebstoffen Auenlehme.

### Klima
Boke gehört wie Ostwestfalen-Lippe insgesamt zum ozeanischen Klimabereich Nordwestdeutschlands, dem es geringe Temperaturgegensätze und milde Winter verdankt. Allerdings sind schon kontinentale Einflüsse wirksam. So liegt die Temperatur im Sommer höher und die Nächte sind kühler als in größerer Nähe zur Küste. An der Abmilderung der Niederschlagsmenge und der höheren Zahl an Sonnentagen sind allerdings auch die umliegenden Mittelgebirge beteiligt.

## Geschichte

### Ortsnamen
Die Ersterwähnung nennt den Ort „Boca“. Im heutigen Niederdeutsch lautet der Ortsname Beoke. Der Name wird als Simplex für ‚Buchenwald‘ gedeutet. Tönsmeyer sieht auch die Möglichkeit für eine Zusammensetzung ‚Buchenbach‘. Bei Kirchboke und Ringboke wird der Name zum Grundwort. Die Bestimmungswörter beziehen sich auf die Lage an der Kirche, bzw. innerhalb der Umwallung unbekannter Zeitstellung.
Heitwinkel ist zuerst 1254 als "Hethus" erwähnt und wird als 'Heidehaus' interpretiert. Als Alternative nennt Birgit Meineke die Bedeutung 'Haus am Meer / Moor'. Der partielle Namenswechsel zu Heitwinkel ist zuerst 1805 dokumentiert.

### Mittelalter bis heute

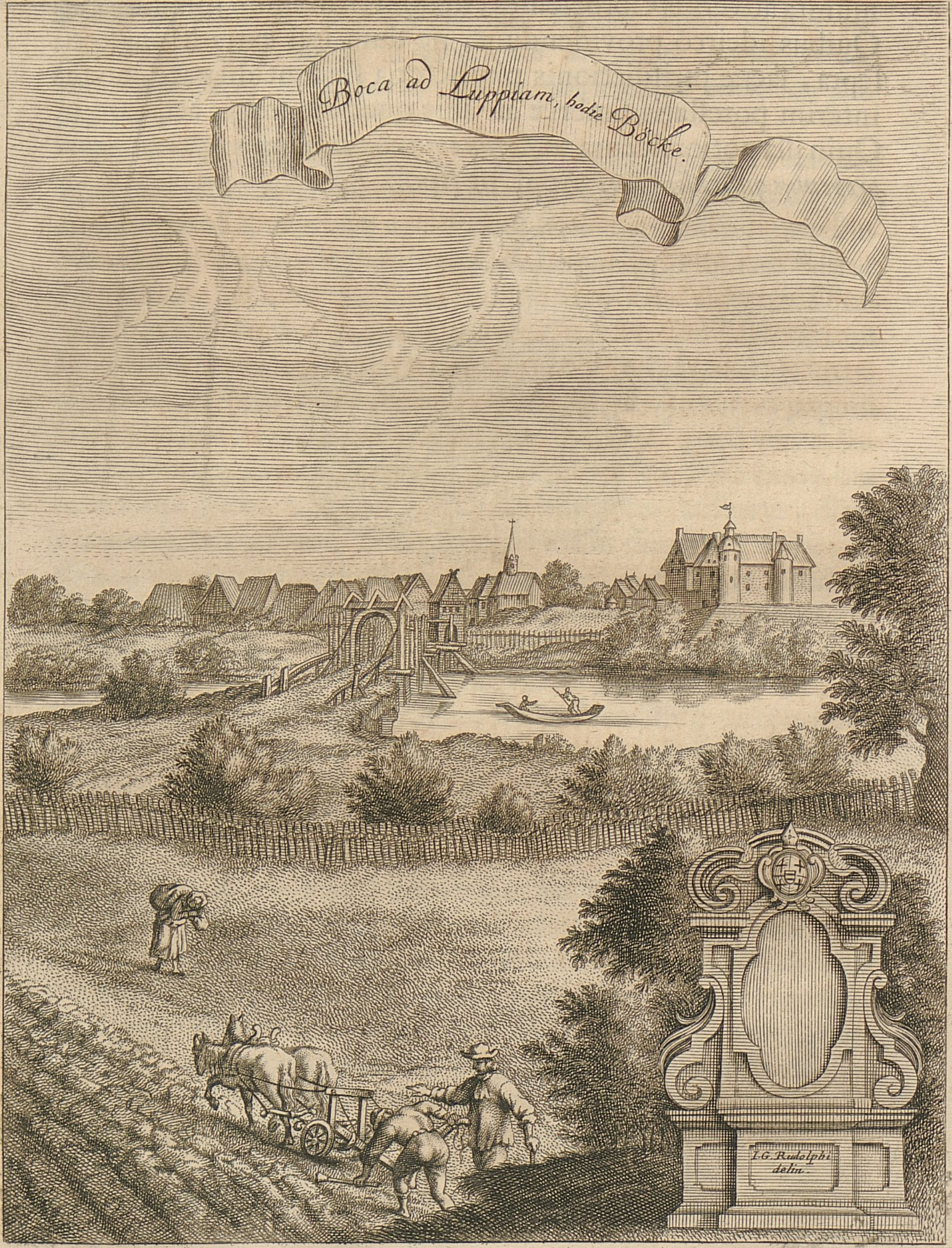
Ansicht von Boke (Johann Georg Rudolphi, 1672)

Das Gebiet von Boke gehörte schon seit dem frühen Mittelalter zum Gebiet des späteren Hochstifts Paderborn.
Wahrscheinlich im Jahre 836 veranlasste Bischof Badurad die Überführung der Reliquien des heiligen Landelin aus dem Kloster Crespin in der Diözese Cambrai im Westfrankenreich nach Boke. Boke wurde so zu einem Stützpunkt des Christentums im frisch missionierten frühmittelalterlichen Sachsen.
Im Jahre 1101 stifteten Graf Erpo von Padberg und seine Frau Beatrix von Itter das Kloster Boke über den Gebeinen des Heiligen, das schon nach drei Jahren nach Flechtdorf nordwestlich von Korbach verlegt wurde. Dabei wurde auch der überwiegende Teil der Reliquien mitgenommen.
1802 verlor das Hochstift Paderborn, in dem Boke Sitz des sogenannten Küchenamts Boke war, mit der Besetzung durch Preußen seine staatliche Selbständigkeit. Von 1807 bis 1813 gehörte Boke zum Königreich Westphalen und bildete dort den Hauptort des Kantons Ringboke im Departement der Fulda. Nach der napoleonischen Niederlage fiel Boke 1813 an Preußen zurück. Der Ort wurde 1815 in die neue Provinz Westfalen eingegliedert und kam durch Erlass der Königlichen Regierung in Minden 1816 zum neuen Kreis Büren. Aus dem Kanton Ringboke wurde im Kreis Büren das Amt Boke, das seit 1859 in Personalunion zusammen mit dem Amt Salzkotten verwaltet wurde.

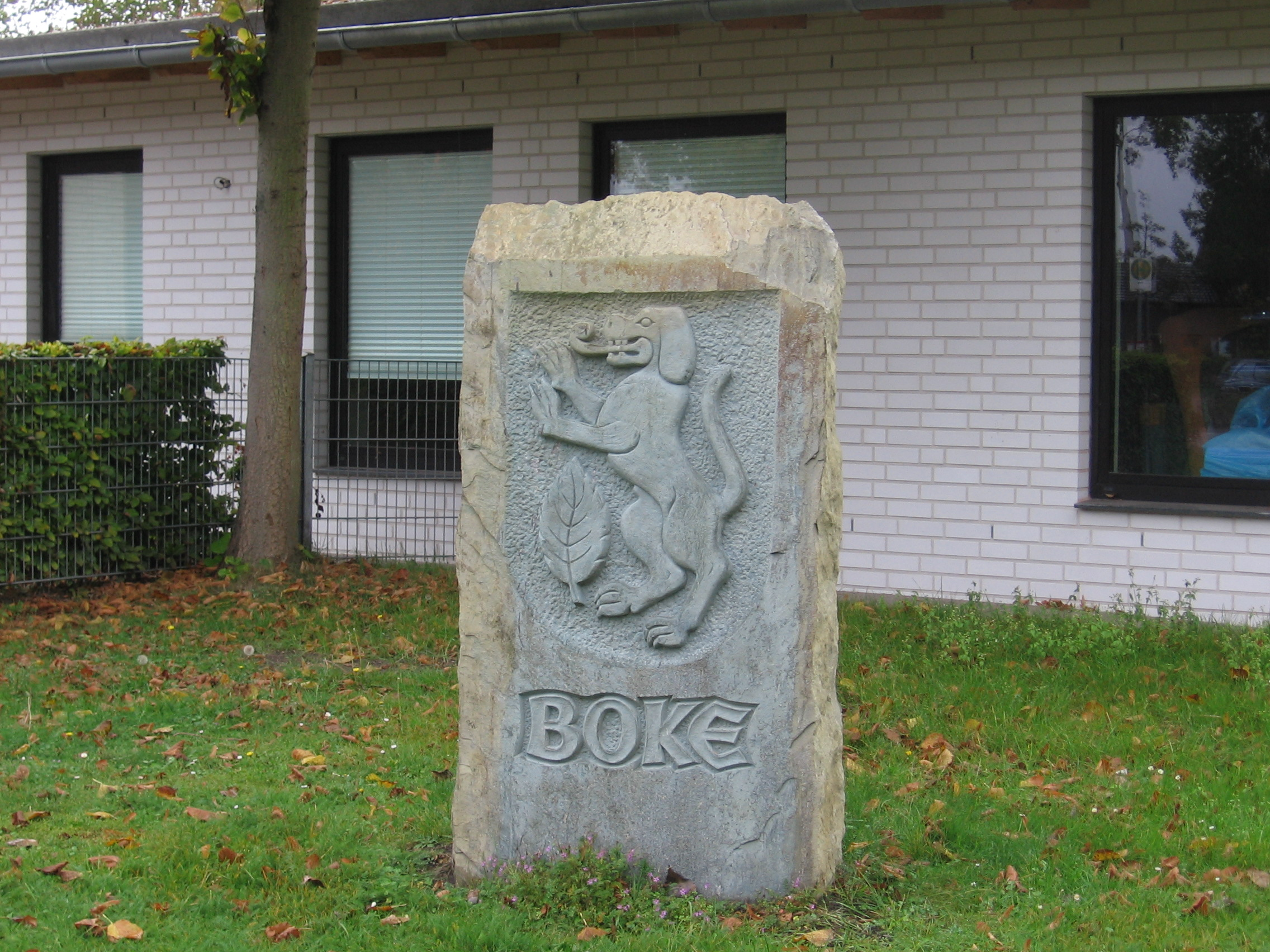
Ortswappenstein in Boke

Boke ist Namensgeber für den 1853 in Betrieb genommenen Boker-Heide-Kanal; dieser Bewässerungskanal ist ein bedeutendes technisches Kulturdenkmal Westfalens. Von 1823 bis 1860 gab es Versuche, die Lippe schiffbar zu machen, die aber an wiederkehrenden Überschwemmungen und Hochwasserkatastrophen scheiterten.
Seit den 1930er Jahren bildeten die beiden Ämter Boke und Salzkotten zusammen das Amt Salzkotten-Boke mit Sitz in Salzkotten.

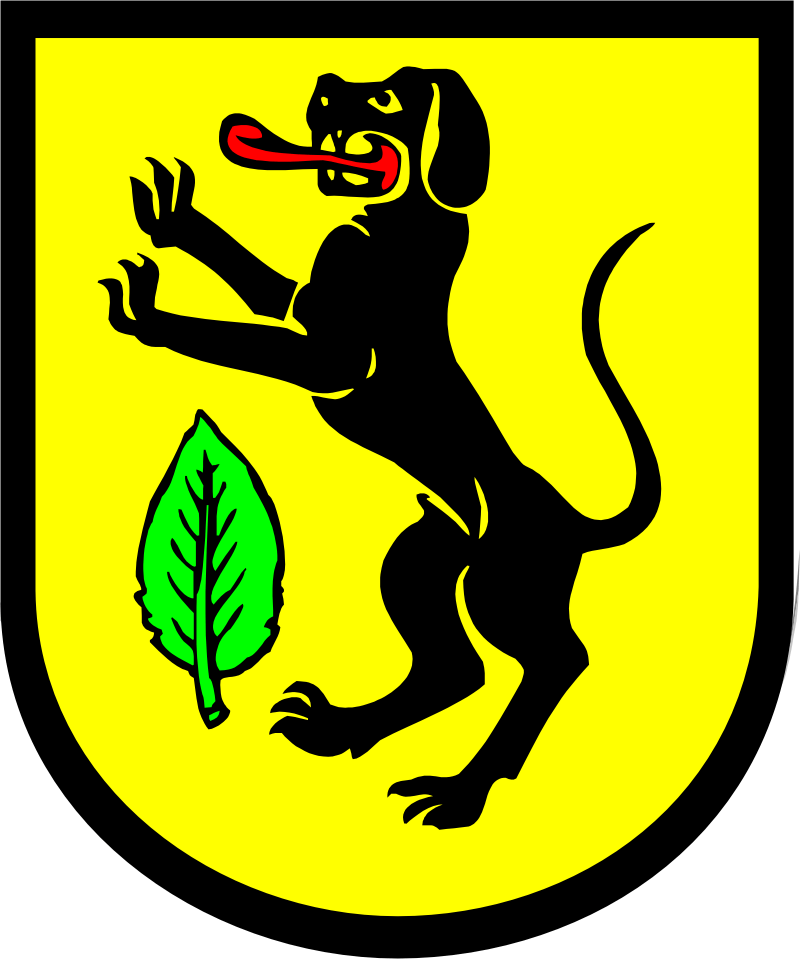
Altes Boker Wappen

Durch das Sauerland/Paderborn-Gesetz wurden die drei „Lippegemeinden“ Anreppen, Bentfeld und Boke des Amtes Salzkotten-Boke am 1. Januar 1975 mit den Gemeinden des Amtes Delbrück des alten Kreises Paderborn zur neuen Stadt Delbrück im neuen Kreis Paderborn zusammengelegt. Rechtsnachfolgerin der Gemeinde Boke ist die Stadt Delbrück, Rechtsnachfolgerin des aufgelösten Amtes Salzkotten-Boke ist die Stadt Salzkotten.
1986 feierte Boke das 1150-jährige Jubiläum der Übertragung der Reliquien des Pfarrpatrons Sankt Landelinus.

### Einwohnerentwicklung
| Jahr | Einwohner |
| ---- | --------- |
| 1818 | 794       |
| 1843 | 973       |
| 1871 | 889       |
| 1933 | 1141      |
| 1939 | 1084      |
| 1946 | 1507      |
| 1957 | 1454      |
| 1961 | 1506      |
| 1970 | 1762      |
| 1973 | 1817      |

| Jahr             | Einwohner |
| ---------------- | --------- |
| 1974             | 1800      |
| 1990             | 2190      |
| 2004             | 2562      |
| 2010 (30. Juni)  | 2598      |
| 2011 (30. Juni)  | 2592      |
| 2012 (30. Juni)  | 2601      |
| 2013 (30. Juni)  | 2604      |
| 2014 (30. Juni)  | 2619      |
| 2021 (19. April) | 2700      |

## Politik
Bei der Kommunalwahl 2004 gaben die Bürger Bokes ihre Stimmen bei der Wahl zum Delbrücker Stadtrat wie folgt ab:
- CDU 65,87 %
- SPD 17,80 %
- FDP 10,73 %
- GABI 5,60 %

### Partnerschaften
Seit dem 3. Juni 1990 gibt es eine Partnerschaft mit Quérénaing im französischen Département Nord.

## Religion

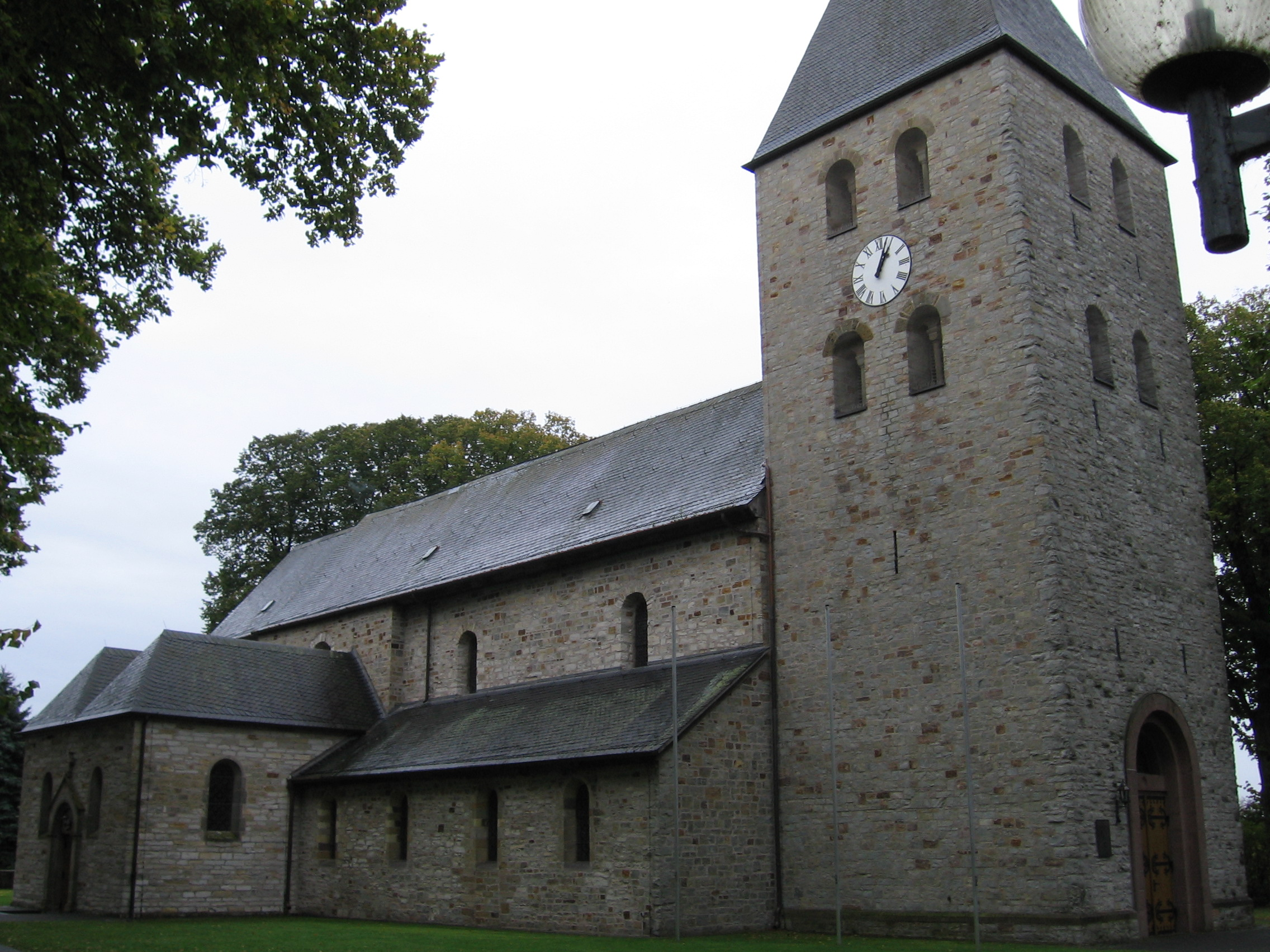
Katholische Pfarrkirche St. Landelinus.

Die Mehrheit der Bevölkerung Bokes ist katholisch. Sie gehört zur Pfarrgemeinde Sankt Landelinus Boke innerhalb des Pastoralverbundes Boke-Ostenland im Dekanat Büren-Delbrück des Erzbistums Paderborn. Zur Pfarrgemeinde Boke gehören auch die Nachbarorte Anreppen mit der Filialkirche Sankt Josef und Bentfeld mit Sankt Dionysius. Ursprünglich gehörten auch Mantinghausen, Thüle und Schwelle-Winkhausen-Holsen zum Kirchspiel.
Die Protestanten in Boke gehören zur evangelischen Kirchengemeinde Delbrück im Kirchenkreis Paderborn der Evangelischen Kirche von Westfalen.

## Kultur und Sehenswürdigkeiten
Bemerkenswert ist die katholische Pfarrkirche St. Landolinus in Boke, eine romanische Gewölbebasilika, die wohl aus dem 12. Jahrhundert stammt. In einem Schrein aus dem Jahre 1896 in der Boker Pfarrkirche Sankt Landelinus ruhen die Reliquien des Heiligen, nach dem die Kirche benannt ist.
Südlich der Lippe liegt die Hünenburg im Barbruch aus dem Frühmittelalter. Der Burgstall steht unter Naturschutz.
An der Ostseite von Ringboke sind die Wälle der Lippefestung erhalten.

## Wirtschaft und Infrastruktur
Die Landesstraße 751 verbindet Boke nördlich bei Delbrück mit der Bundesstraße 64 (Münster–Paderborn–Höxter) und südlich bei Salzkotten mit der B 1 (Dortmund–Paderborn–Hameln). Die L 815 verbindet Boke in West-Ost-Richtung mit Lippstadt und Paderborn. Nächstgelegener Autobahnanschluss ist die Abfahrt Paderborn-Schloß Neuhaus der A 33 (Bielefeld–Brilon).
Boke gehört zum Nahverkehrsverbund Paderborn/Höxter. Tagsüber regelmäßig verkehrende Regionalbusse der BahnBus Hochstift GmbH verbinden Boke insbesondere mit Delbrück und Paderborn. Die nächstgelegenen Zusteigebahnhöfe befinden sich in Salzkotten, Scharmede und Paderborn.
Am Rand von Boke liegt die Katholische Grundschule Boke, die aktuell von ca. 250 Schülerinnen und Schülern aus den Ortschaften Boke, Bentfeld und Anreppen besucht wird.

## Söhne und Töchter des Ortes
- Wilhelm Wilmers (1817–1899), Jesuit